# Погорела
Погорела́ (словац. Pohorelá) — село в окрузі Брезно Банськобистрицького краю Словаччини. Станом на грудень 2015 року в селі проживало 2260 мешканців.

## Населення
| Рік:            | 1994. | 2004.    | 2014.    | 2024.   |
| --------------- | ----- | -------- | -------- | ------- |
| Кількість осіб: | 2862  | 2552     | 2272     | 2054    |
| Різниця:        |       | -10,83 % | -10,97 % | -9,59 % |

| Рік:            | 2023. | 2024.   |
| --------------- | ----- | ------- |
| Кількість осіб: | 2093  | 2054    |
| Різниця:        |       | -1,86 % |